# Vincent Delerm
Pour les articles homonymes, voir Delerm.
Vincent Delerm est un auteur-compositeur-interprète, arrangeur musical, auteur dramatique et photographe français, né le 31 août 1976 à Évreux (Eure).

## Biographie

### Débuts
Vincent Delerm est le fils de l'écrivain Philippe Delerm et de Martine Delerm, illustratrice de romans pour la jeunesse.
Au cours de ses études universitaires en lettres modernes à Rouen, il a consacré sa maîtrise à « François Truffaut, cinéaste écrivain » sur le thème « en quoi le cinéma de Truffaut est-il littéraire ? ». Il se lance aussi dans le théâtre, participe activement à une troupe et se prend de passion pour le cinéma.
Il donne ses premiers concerts à Rouen en février 1998, notamment salle Ronsard, une minuscule salle au cœur d'une cité universitaire. Le spectacle s'appelle La Mauvaise Compagnie présente Vincent[réf. nécessaire]. Puis à Paris en 1999 au Limonaire et surtout au Théâtre Les Déchargeurs où il restera à l'affiche durant plusieurs semaines. Il envoie une maquette de ses chansons au comédien François Morel qui, sous le charme, en parle autour de lui. Cela lui permet de participer à certaines émissions de radio, notamment sur France Inter où il fait la connaissance de Thomas Fersen grâce à qui il signe dans la maison de disques Tôt ou tard pour enregistrer son premier disque.

### Premiers succès
Son premier album, Vincent Delerm, sort le 30 avril 2002. Il remporte la victoire de l'album révélation de l'année aux Victoires de la musique en 2003. À cette époque, il a déjà acquis une bonne expérience des concerts publics. Il passe en première partie de quelques chanteurs comme Julien Clerc et part ensuite à travers la France pour une longue tournée dont il est la vedette.
Son deuxième album, Kensington Square, sort en 2004, son troisième, Les Piqûres d'araignée, en 2006.
Le 23 janvier 2009, il repart en tournée pour promouvoir son quatrième album Quinze chansons sorti en 2008. Un livre de photos prises par Vincent couplé avec le DVD du concert filmé les 3 et 4 juillet 2009 au Bataclan sort le 16 novembre 2009.

### Mises en scènes, photographie et poursuite discographique

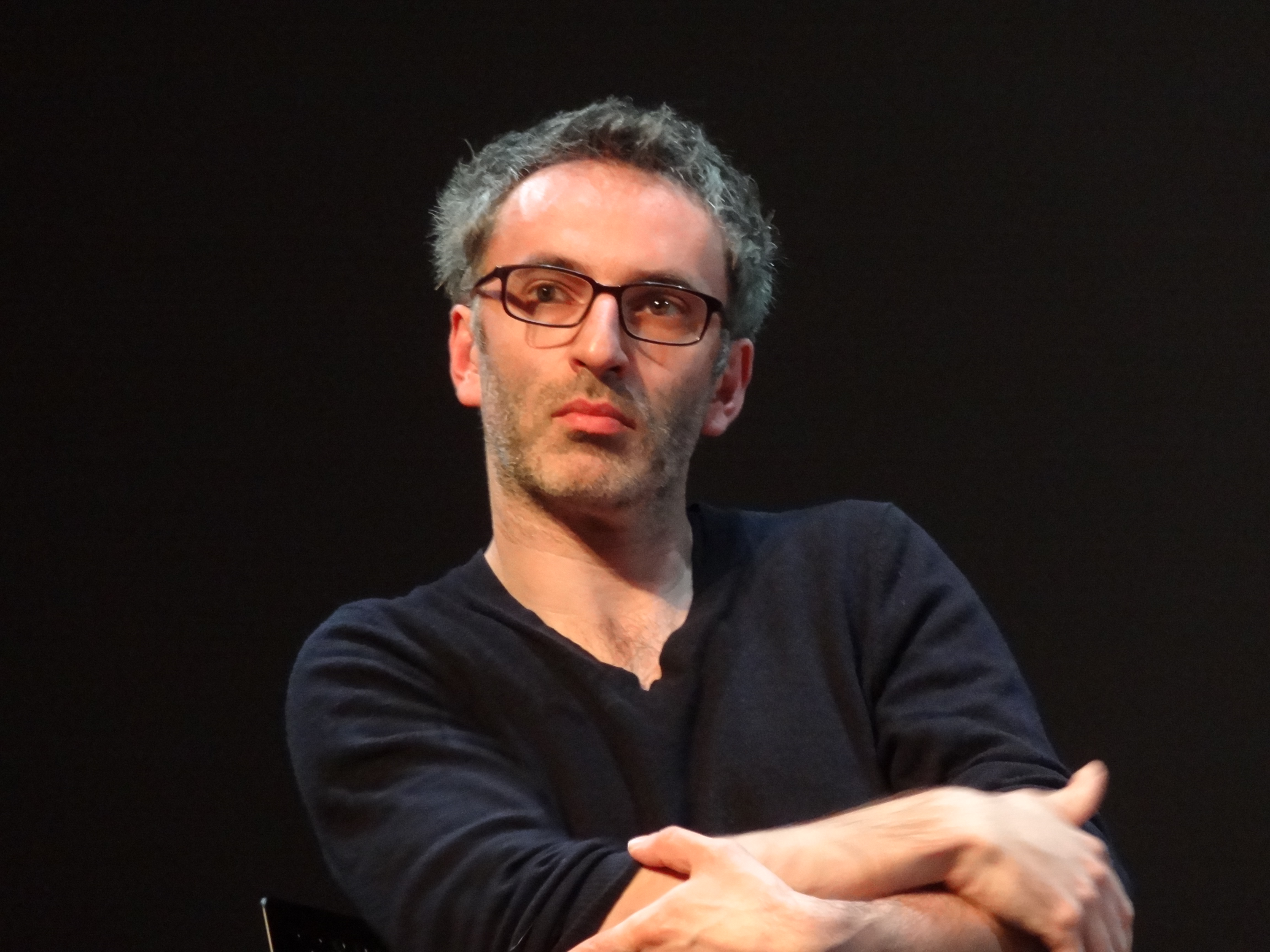
Au Centre Pompidou le 6 avril 2012 lors du forum Télérama : « Nos enfants et la culture ».

En 2011, Vincent Delerm sort un livre-CD thématique, les regards et les interrogations d'un enfant sur notre monde, Léonard a une sensibilité de gauche, auquel participe Jean Rochefort.
En décembre 2011 au théâtre des Bouffes du Nord, il crée le spectacle musical Memory qu'il a mis en scène avec l'aide de Macha Makeïeff. Dans ce spectacle théâtral où la proportion de chansons est faible, Vincent Delerm, accompagné du multi-instrumentiste Nicolas Mathuriau, joue le rôle de Simon qui s'interroge entre autres sur le temps qui passe et les multiples manières de le retenir, les modes qui se démodent et les façons de faire la fête qui ne sont pas les mêmes en France et à Los Angeles. Ce spectacle est joué en province, en Suisse et en Belgique en 2012 et en 2013. La dernière représentation de Memory a lieu à l'Olympia le 16 avril 2013.
En 2013, son travail en tant que photographe et vidéaste est exposé au Centquatre.
Le 25 novembre 2013 sort son cinquième album studio Les Amants parallèles, album-concept tant au niveau des paroles (l'album suit un couple de la rencontre à la maturité) qu'au niveau des arrangements (l'album est réalisé uniquement avec des pianos préparés). Dès janvier 2014, en province et en Belgique, Vincent Delerm rode son nouveau spectacle inspiré de son dernier album et mis en scène par Aurélien Bory avant de s'installer au Théâtre Déjazet au mois de mars puis de partir en tournée jusqu'en avril 2015.
Il signe la musique du film La Vie Très Privée de Monsieur Sim en 2015.
En 2016, il sort un sixième album, À présent.
Le 21 août 2019 sort son premier film documentaire, Je ne sais pas si c'est tout le monde. En octobre de la même année sort son septième album, Panorama. Une tournée suit, commencée à la Cigale le 22 octobre 2019.
Le 17 mai 2022, il interprète Que je t'aime de Johnny Hallyday sur la scène du théâtre Lumière, lors de la soirée d'ouverture de la 75e édition du festival de Cannes.
Le 28 octobre 2022, un nouveau projet musical voit le jour : la triple compilation Comme une histoire / Sans paroles / Sans paroles (version piano). Alors que le premier disque est construit comme un making-of musical sur la carrière du chanteur, le deuxième constitue un best-of comprenant vingt titres classiques de son répertoire, tandis que le troisième a la particularité de reprendre ceux-ci en version instrumentale au piano.
Le 20 mars 2023, il est à l'affiche du concert annuel 2 Générations chantent pour la 3e à l'Olympia de Paris, réalisé par la fondation « Recherche Alzheimer » au profit de la recherche sur la maladie d'Alzheimer.

## Thèmes et influences

### Thèmes et style
Ses chansons décrivent en général des scènes de la vie quotidienne. Il cite d'ailleurs fréquemment des marques ou des noms propres (name dropping), afin de mieux ancrer ses chansons dans la réalité de chacun en se référant à la mémoire collective. Son répertoire est souvent humoristique, mais prend parfois un ton plus grave. Ses textes évoquent l'amour, les relations familiales ou amicales.

### Mise en scène

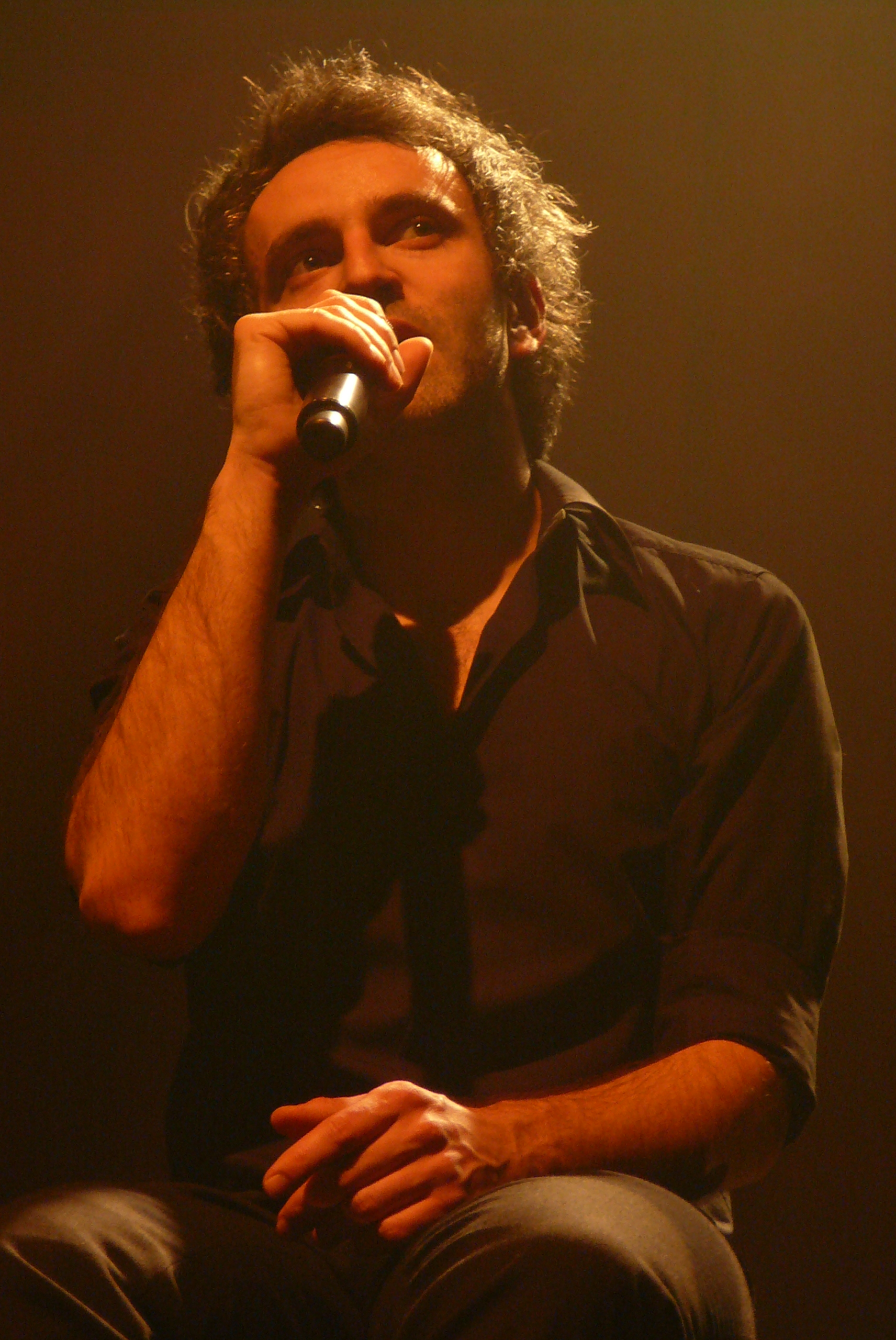
Delerm en concert à La Cigale à Paris le 30 mars 2009.

Jusqu'en 2005, lors de ses tournées, il se mettait en scène comme un personnage qui s'interrogeait tout au long d'un monologue intérieur. Il n'hésitait pas à jouer de son style intello-sérieux-timide teinté d'humour et de sa complicité avec le public. Il avait son piano à queue comme seul partenaire et des lumières qui éclairaient subtilement ses concerts. Depuis, il a expérimenté de nouvelles mises en scène. Sans abandonner son piano et sa formule piano-voix pour certaines chansons, il s'assure désormais la collaboration de cinq musiciens : un violoniste, un violoncelliste, un bassiste, un batteur et un trompettiste, le fidèle Ibrahim Maalouf, qui a notamment participé à l'enregistrement de ses albums Kensington Square et Les Piqûres d’araignée. Collaboration qui se développe de façon extra-musicale puisque sur le premier album d'Ibrahim Maalouf distribué par Discograph, Vincent signe tous les clichés photos du livret. C'est ainsi qu’il présente ses nouveaux concerts depuis 2006. On le connaissait déjà comme un cinéphile averti (ses inclinations pour le cinéma de Truffaut et de Rohmer) et comme auteur dramatique (Le Fait d’habiter Bagnolet et une nouvelle pièce en préparation). Inventif, il insère maintenant dans ses concerts diverses projections (mini-film et autres animations). Fort de son expérience de comédien, il a étoffé son expression scénique : avec son sens inné de la comédie, il peut esquisser une danse sur un air de tango comme il n'hésite pas à se déguiser, avec ses musiciens, en Mexicain moustachu avec sombrero et poncho, le temps d'une chanson appropriée (Natation synchronisée). Il s'en donne à cœur joie en interprétant quelques-unes de ses chansons avec des orchestrations big band enlevées (Quatrième de couverture, Fanny Ardant et moi) comme il peut interpréter dramatiquement, en piano-voix, des chansons mélancoliques telles que Le Baiser Modiano et Voici la ville, son hommage à la ville de Rouen où il a fait ses études. Ayant une complicité indéniable avec son public, il propose des reprises en chœur de ses grands succès en recourant même à un karaoké à sa façon pour son inénarrable tube : Tes parents. À l'Olympia, le 31 mai 2007, il a également repris, en duo avec Jean Rochefort, une chanson jadis popularisée par Fernandel, Félicie aussi, entonnée par tout le public.
Pour la tournée de Quinze chansons, il offre aux spectateurs plus qu'un concert traditionnel, un véritable spectacle centré sur le thème du cinéma avec, comme toujours, de nombreuses interventions parlées : speech sur les aléas de la recherche d'une place dans un cinéma, anecdote savoureuse sur un dîner réunissant les jurés du Festival du film de Cabourg auquel Vincent a participé, débriefing d'un film avec sa partenaire juste après le générique de fin. Encore une fois, Vincent utilise de nombreuses voix off : la sienne, celle de Fanny Ardant lisant une partie de sa chanson À Naples il y a peu d'endroits pour s'asseoir et celle d'Alain Souchon avec lequel il chante L'Amour en fuite en duo virtuel. Un entracte avec distribution de bonbons Mi-cho-ko et projections de publicités hilarantes à cause de leur côté désuet apporte une « respiration » dans ce concert, tout comme la diffusion d'une interview surréaliste de Johnny Hallyday, d'une chanson célébrant l'amitié franco-gabonaise et d'un reportage sur le pouillot fitis.

### Influences musicales et cinématographiques
Vincent Delerm choisit le piano, influencé par William Sheller, Barbara et Michel Berger. D'autre part il affectionne particulièrement la mélancolie amoureuse d'Alain Souchon, les textes des chansons anglaises des groupes The Smiths et Pulp ainsi que la musique d'Angelo Branduardi.
Le groupe anglais The Cure fait également partie des influences majeures de Vincent Delerm, comme il l'a dit à de nombreuses reprises et le prouve sur son DVD Les Pelouses de Kensington où il démontre, piano à l'appui, qu'une des mélodies de Robert Smith lui a inspiré un de ses titres, Le Baiser Modiano.
Il fait référence à des acteurs comme Fanny Ardant, Jean-Louis Trintignant, chante en duo avec l'actrice Irène Jacob, demande à Mathieu Amalric de réciter le générique de fin de son album Kensington « comme dans un film » (on pense notamment au générique parlé au début du Mépris de Godard sur une musique fort ressemblante). Il fait également référence à Vladimir Cosma dans Les Trottoirs à l'envers accompagnée d'une partie du thème de La Septième Cible, ainsi qu'à Claude Lelouch dans Deauville sans Trintignant (monologue de Jean-Louis Trintignant extrait de la bande son du film Un homme et une femme).

## Distinctions

### Honneur
- Chevalier de l'ordre des Arts et des Lettres (2012)

### Récompenses
- Victoire de la musique 2003 : Victoire de l'album révélation de l'année pour Vincent Delerm (15 février 2003).
- Grand prix Sacem 2003 : prix Francis-Lemarque[Note 3].
- Grande médaille de la chanson française de l’Académie française 2019[10]

### Nominations
- Victoires de la musique 2007 :
  - Nommé pour la Victoire de l'artiste interprète masculin.
  - Nommé pour la Victoire de l'album de chansons, variétés pour Les Piqûres d'araignée.
  - Nommé pour la Victoire du vidéo-clip pour Sous les avalanches, réalisation de Bruno Sevaistre.
- Victoires de la musique 2008 :
  - Nommé pour la Victoire du spectacle musical, tournée ou concert.
- Victoires de la musique 2009 :
  - Nommé pour la Victoire de l'album de chansons, variétés pour Quinze Chansons.
- Globes de Cristal 2014 :
  - Nommé dans la catégorie Meilleur Interprète masculin.
- Victoires de la musique 2020 :
  - Nommé dans la catégorie Album pour Panorama.

## Discographie

### Contributions
- 2005 : Tôt ou tard — Duos des artistes Tôt ou tard (double CD).
- 2005 : Impromptu dans les jardins du Luxembourg  — Alain Chamfort (21 novembre 2005 — Double CD + DVD Xiii Bis).
- 2006 : Pour le premier album de François Morel, Collection particulière, paru le 20 novembre, Vincent Delerm a composé la musique de la chanson Les Documentaires avec des paroles de François Morel lui-même (CD Polydor-Universal 9842541).
- 2007 : Les Mots de rien, en duo avec Helena Noguerra sur le nouvel album de celle-ci, Fraise Vanille (CD Emarcy/Universal Music).
- 2007 : Ce lundi-là, en duo avec Michel Delpech sur l'album live Le Grand Rex 2007 (CD AZ / Universal)
- 2008 : Une fille à bicyclette, coécrite et interprétée en duo avec Georges Moustaki sur son album Solitaire (CD EMI Music France).
- 2008 : Le Nombril, avec Dick Annegarn et Mathieu Boogaerts, poème de Norge mis en musique par Philippe-Gérard et initialement interprété par Jeanne Moreau, chanson disponible en téléchargement, et I love you de Mathieu Boogaerts, Quinze Chansons de Vincent Delerm et Soleil du soir de Dick Annegarn (voir site Tôt ou tard).
- 2011 : Ne serait-il pas, participation vocale sur l'album Je sais nager d'Irène Jacob.
- 2011 : Léonard a une sensibilité de gauche, considérations sur le monde d'aujourd'hui par un grand-père (Jean Rochefort) et son petit-fils (Batiste Rebotier). Chansons écrites, composées et interprétées par Vincent Delerm, avec la participation de Mathieu Boogaerts, Albin de la Simone et J. P. Nataf. CD et un livre (48 pages), illustrations par Blanca Gomez, coédition Tôt ou tard « collection toto ou tartare »/Éditions Actes Sud Junior  (ISBN 978-2-330-00138-4), présentations en ligne : Tôt ou tard
- 2012 : Dans la ville, écrite et composée par Vincent Delerm pour Pauline Croze, sur son album Le Prix de l'Eden.
- 2014 : reprise de Au parc d'Alex Beaupain sur l'album BO Alex Beaupain.
- 2015 : Une vie à l'envers, texte pour Johnny Hallyday sur l'album De l'amour.
- 2016 : Rue Battant, écrite et composée pour Alex Beaupain sur l'album Loin.
- 2018 : La Conversation et Bonsoir, titres écrits et composés pour Françoise Fabian et figurant sur son album réalisé par Alex Beaupain (Françoise Fabian, LaBréa Music).
- 2018 : On se cache des choses, reprise sur l'album hommage Souchon dans l'air 2.
- 2019 : On s'aimait, participation pianistique sur l'album Âme fifties d'Alain Souchon.
- 2020 : Bal chez Temporel, reprise sur l'album De Béart à Béart(s) en hommage à Guy Béart
- 2020 : Petite, sur l'album The totale of la Bande à Renaud, en bonus de la réédition de l'album hommage à Renaud
- 2021 : Château Rouge, de L (Raphaële Lanadère) sur le double album de reprises Tôt ou Tard  25  Ans
- 2023 : Les Filles de l'Aurore, sur l'album Simplement Sheller en hommage à William Sheller

### Enregistrements référents
- 2005 : J'suis plus jaloux, j'm'en fous, chanson interprétée par Jérémie Kisling (sur son album Le Ours, double album CD Note A Bene/Naïve)
- 2005 : Vincent Delerm et moi, chanson interprétée par Raldub (sur son album Toi, moi et cætera, disque Believe, autoproduction).
- 2006 : Les Bobos, chanson interprétée par Renaud (sur son album Rouge Sang, disque Virgin Music)
- 2007 : Bénabar ou Delerm, chanson interprétée par Magyd Cherfi (sur son album Pas en vivant avec son chien, disque Barclay).

## Vidéographie
- 2004 : Les Pelouses de Kensington — Réalisation de Bruno Sevaistre — Documentaire sur l'enregistrement de son deuxième album —  DVD Tôt ou tard.
- 2005 : Le Fait d'habiter Bagnolet — Théâtre —  DVD Copat Productions.
- 2009 : 23 janvier - 18 juillet 2009 — Livre-DVD live (concert enregistré en juillet 2009 au Bataclan + bonus) — Livre 144 p. + deux DVD Tôt ou tard.

## Théâtre

### Auteur
- 7 novembre 2003 : Le Fait d'habiter Bagnolet, mise en scène de Sophie Lecarpentier, création au Théâtre de la Chapelle Saint-Louis (Rouen)
- 2004 : Le Fait d'habiter Bagnolet, mise en scène de Sophie Lecarpentier, Théâtre du Rond-Point (Paris).
- 2005 : Le Fait d'habiter Bagnolet, mise en scène de Sophie Lecarpentier, Théâtre du Rond-Point (Paris).
- 2011 : Memory, spectacle théâtral et musical, mise en scène (avec les conseils de Macha Makeïeff) et chansons de Vincent Delerm ; accompagné par le multi-instrumentiste Nicolas Mathuriau. Création le 6 décembre 2011 au Théâtre des Bouffes du Nord (Paris).

## Filmographie
- 2003 : À un détail près, documentaire de Bruno Sevaistre diffusé le 14 mai sur Arte.
- 2019 : Je ne sais pas si c'est tout le monde, documentaire de Vincent Delerm.
- 2024 : Le Cœur qui bat, documentaire de Vincent Delerm.

## Bibliographie

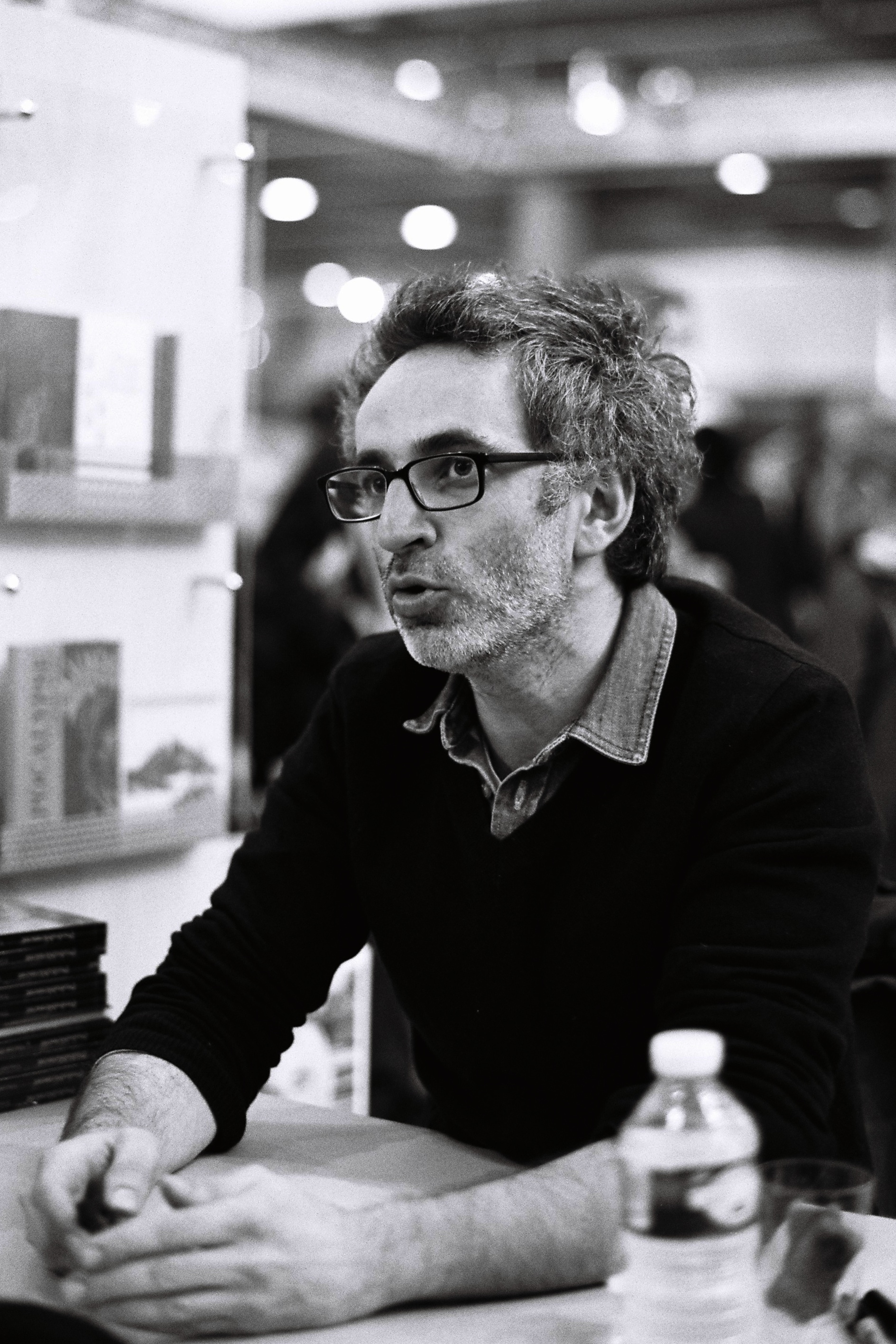
Vincent Delerm au Salon du livre de Paris 2012.

### Ses ouvrages
- Vincent Delerm (texte intégral de la pièce de théâtre), Le Fait d'habiter Bagnolet, Arles, Actes Sud, coll. « Papiers/Hors collection », 2004, 40 p. (ISBN 2-7427-4916-0, présentation en ligne).
- Vincent Delerm (illustration avec photos par Vincent Delerm et textes de tournée + DVD live 2009 au Bataclan + bonus), 23 janvier-18 juillet 2009, Warner Music France, novembre 2009, 140 p. (présentation en ligne).
- Vincent Delerm (ill. Blanca Gomez), Léonard a une sensibilité de gauche, Arles/Paris, coédition Tôt ou tard « Collection toto ou tartare »/Éditions Actes Sud Junior, 2011, 48 p. (ISBN 978-2-330-00138-4, présentation en ligne)Avec 1 CD.
- Vincent Delerm (photogr. de l'auteur), Probablement, Paris, Éditions du Seuil, coll. « Beaux livres », 3 novembre 2011, 96 p. (ISBN 978-2-02-105669-3, présentation en ligne).
- Vincent Delerm (photogr. de l'auteur), L'Été sans fin/Songwriting/C'est un lieu qui existe encore, Arles, Actes Sud, 12 octobre 2016, 192 p. (ISBN 978-2-330-06620-8, présentation en ligne).

### Ses contributions
- Diasporas, premier album musical d'Ibrahim Maalouf, 2007, label Mis'Ter Productions. Les photos qui illustrent le livret sont de Vincent Delerm.

### Ouvrages référents
- Sébastien Bataille (en quatrième de couverture : La beauté d'une langueur monotone...), Vincent Delerm de A à Z, Paris, Groupe Express Éditions, coll. « Les Guides Music Book », 2005, 118 p. (ISBN 978-2-84343-296-5)
- Jean-Philippe Ury-Petesch (dir.) et Vincent Baticle (préf. Tiphaine Samoyault, ill. Bones), L'Intertextualité lyrique : Recyclages littéraires et cinématographiques opérés par la chanson (essai), Rosières-en-Haye, Camion Blanc, 18 octobre 2010, 360 p. (ISBN 978-2-35779-091-9, présentation en ligne), « Un dernier plan et voilà - Les films chantés de Vincent Delerm », p. 186-207Sommaire détaillé via Vincent Baticle publications.

Bande dessinée
- Riad Sattouf, Le Rêve de Jérémie, Paris, Dargaud, coll. « Poisson Pilote / Tome 3 des Pauvres Aventures de Jérémie », 2005, 48 p. (ISBN 978-2-205-05634-1, présentation en ligne)Vincent Delerm héros virtuel de cette BD où ses chansons sont omniprésentes.
- Luz, J'aime pas la chanson française, Paris, Éditions Hoëbeke, coll. « Humour, BD / J'aime pas », 2007, 64 p. (ISBN 978-2-84230-279-5, présentation en ligne)Vincent Delerm, cible vedette de cette BD satirique.

### Partitions
- Vincent Delerm, 11 titres piano chant : recueil des partitions des chansons de son premier album, Éditions Lili Louise Musique 2003.
- Vincent Delerm — Kensington Square, 10 titres piano chant : recueil des partitions des chansons de son deuxième album, Éditions Lili Louise Musique 2004.
- Vincent Delerm — Les Piqûres d'araignée : recueil des partitions des chansons de son troisième album (piano, voix et guitare) — Contenu : 29 avril au 28 mai, À Naples il y a peu d'endroits pour s'asseoir, Ambroise Paré, Déjà toi, Favourite song, Il fait si beau, Je t'ai même pas dit, Les Jambes de Steffi Graf, Les Piqûres d'araignée, Marine, Sépia plein les doigts, Sous les avalanches, Voici la ville — Éditions Paul Beuscher, 2006[12].